# لويس هيرنان ألفاريز
لويس هيرنان ألفاريز (بالإسبانية: Luis Hernán Álvarez)‏ (21 مايو 1938 بكوريكو في تشيلي - 23 يناير 1991 بكوريكو في تشيلي) هو مدرب كرة قدم ولاعب كرة قدم تشيلي في مركز الهجوم. لعب مع كولو-كولو وClub de Deportes Green Cross ‏ ونادي أليانزا ‏ وديبورتيس أنتوفاغاستا وديبورتيس ماجالانز.

## وصلات خارجية
- لويس هيرنان ألفاريز على موقع ناشيونال فوتبول تيمز (الإنجليزية)